# Vacanze di Natale
Pour plus de détails, voir Fiche technique et Distribution.
Vacanze di Natale est un film de Noël comique italien réalisé par Carlo Vanzina, sorti en 1983.
Il est sorti dans la foulée du succès de Sapore di mare (1982) duquel on retrouve quelques interprètes, et dont, par conséquent, il peut être considéré comme la version hivernale (bien que, contrairement à son prédécesseur l'action est contemporaine). Deux film précurseurs d'un genre de film à succès, les cinepanettoni.

## Synopsis
Les familles italiennes les plus riches se réunissent à Cortina d'Ampezzo, dans les Dolomites, pour les vacances de Noël.
Parmi eux se trouvent les Covelli, une dynastie de constructeurs d'immeubles : Giovanni Covelli, le chef de l'avocat de la famille, fatigué de la monotonie des vacances de Noël ; sa femme, une femme snob et soucieuse de son apparence ; et leurs trois enfants Roberto, Diamante et Luca. Roberto, arrivé de New York avec sa splendide petite amie Samantha, incarne l'esprit cosmopolite de la famille ; Diamante, agitée et querelleuse, a une relation difficile avec son frère aîné ; Luca, passionné de sport et fan de la Roma, est aux prises avec la jalousie de sa petite amie Serenella, qui le trompe en lui faisant croire qu'elle est courtisée par leur ami Mario.
Mario, venu de Rome avec sa famille, est attiré par Samantha et passe le réveillon avec elle, en promettant de se revoir après les vacances. En attendant, il clarifie la situation avec Luca et rejette les fausses insinuations de Serenella.
Pendant ce temps, Billo, un playboy sans le sou qui joue au piano-bar, rencontre son ancienne flamme Ivana, mariée au riche et superficiel Donato. Alors qu'Ivana tombe dans la trahison poussée par son amie Grazia, Billo tente de saboter le mariage d'Ivana en lui faisant rencontrer Donato avec une autre femme. Cependant, après avoir découvert la trahison de son mari, Ivana se retrouve dans les bras de Billo mais revient auprès de Donato après un accident de voiture.
L'été suivant, le groupe se retrouve en Sardaigne, où Billo continue de jouer au piano-bar et d'entretenir des relations compliquées, tandis que sa recherche d'amour et de bonheur se poursuit sans relâche.

## Distribution
- Jerry Calà : Billo, pianiste de la boîte de nuit
- Christian De Sica : Roberto Covelli
- Claudio Amendola : Mario Marchetti
- Antonella Interlenghi : Serenella
- Karina Huff : Samantha
- Riccardo Garrone : Giovanni Covelli
- Rossella Como : Mme Covelli
- Guido Nicheli : Donatone
- Stefania Sandrelli : Ivana
- Roberto Della Casa : Cesare
- Marilù Tolo : Grazia Tassoni
- Mario Brega : Arturo Marchetti
- Rossana Di Lorenzo : Erminia Marchetti
- Franca Scagnetti : Costanza, mère d'Erminia Marchetti
- Clara Colosimo : pharmacienne
- Jasmine Maimone : Evelina
- Licinia Lentini : Moira, de Porto Recanati
- Moana Pozzi : Luana
- Monica Nickel : Agathe
- Paolo Baroni : Collosecco